# Amblyomma fulvum
Amblyomma fulvum  (лат.) — вид клещей рода Amblyomma из семейства Ixodidae. Южная Америка. Паразитируют на змеях, самцы найдены на анаконде Eunectes murinus. У самцов спинной жесткий щиток прикрывает все тело, у самок треть. Вид был впервые описан в 1899 году французским зоологом профессором Л. Г. Ньюманном (Neumann L. G.; 1846—1930).